# The Scales of Justice (film 1909)
The Scales of Justice è un cortometraggio muto del 1909 diretto da Van Dyke Brooke.

## Produzione
Il film fu prodotto dalla Vitagraph Company of America

## Distribuzione
Distribuito dalla Vitagraph Company of America, il film - un cortometraggio in una bobina - uscì nelle sale cinematografiche statunitensi il 2 ottobre 1909.